# BMW S14
Con la sigla BMW S14 si intende una famiglia di motori a scoppio alimentati a benzina prodotta tra il 1986 e il 1991 dalla casa automobilistica tedesca BMW.

## Descrizione

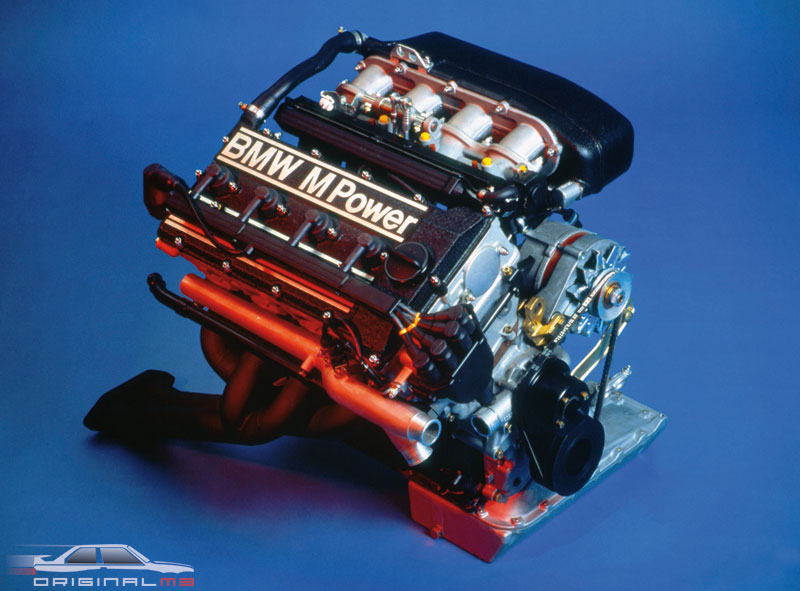
Motore S14B23 di una BMW E30 M3

Si tratta di una famiglia di motori ad alte prestazioni, di cilindrate comprese tra i 2 e i 2,5 litri. Tali motori non sono stati sviluppati sulla base degli allora più recenti motori M20, ma a partire dal 2 litri della più anziana famiglia M10. Si tratta quindi di motori a 4 cilindri ai quali è stata sostituita l'originale testata a due valvole per cilindro con la più efficace testata a 4 valvole per cilindro derivata da quella impiegata sul 6 cilindri in linea M88, ovviamente privata di due camere di scoppio.
In sostanza, le caratteristiche dei motori S14 sono:
- architettura a 4 cilindri in linea;
- distribuzione a due assi a camme in testa;
- testata a 4 valvole per cilindro;
- quattro corpi farfallati separati, uno per cilindro.

Di seguito vengono illustrate più nel dettaglio le caratteristiche dei motori S14.

### S14B23

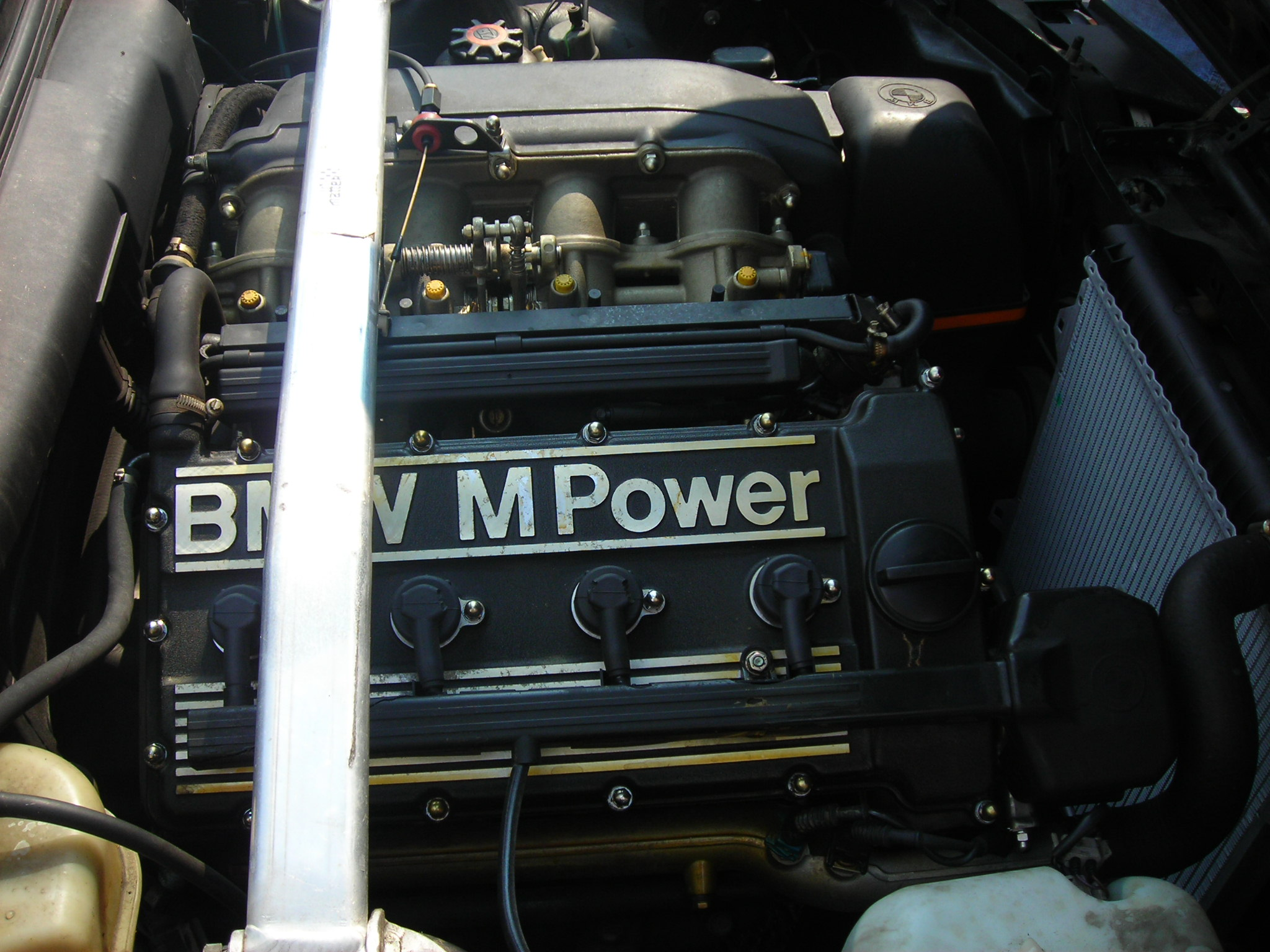
BMW S14B23

In ordine cronologico, questo è il primo dei motori S14 a fare la sua comparsa. È derivato dal 2 litri M10, il quale, oltre a subire le modifiche già menzionate, è stato oggetto anche di decise operazioni di rialesatura e di allungamento della corsa.
Dal punto di vista dimensionale, quindi, ogni cilindro passò da 89x80 a 93,4x84 mm, per una cilindrata complessiva di 2302 cm³.
L'alimentazione è a iniezione elettronica, affidata a una centralina Bosch Motronic. La potenza massima era di 200 CV a 6750 giri/min, con un valore di coppia massima pari a 241 Nm a 4750 giri/min.
Questo motore è noto per essere stato montato sulle prime M3 E30 prodotte fino all'inizio del 1989. Vi fu anche una versione dotata di catalizzatore, la quale risultò leggermente depotenziata (195 CV e 230 N·m).

### S14B23Evo

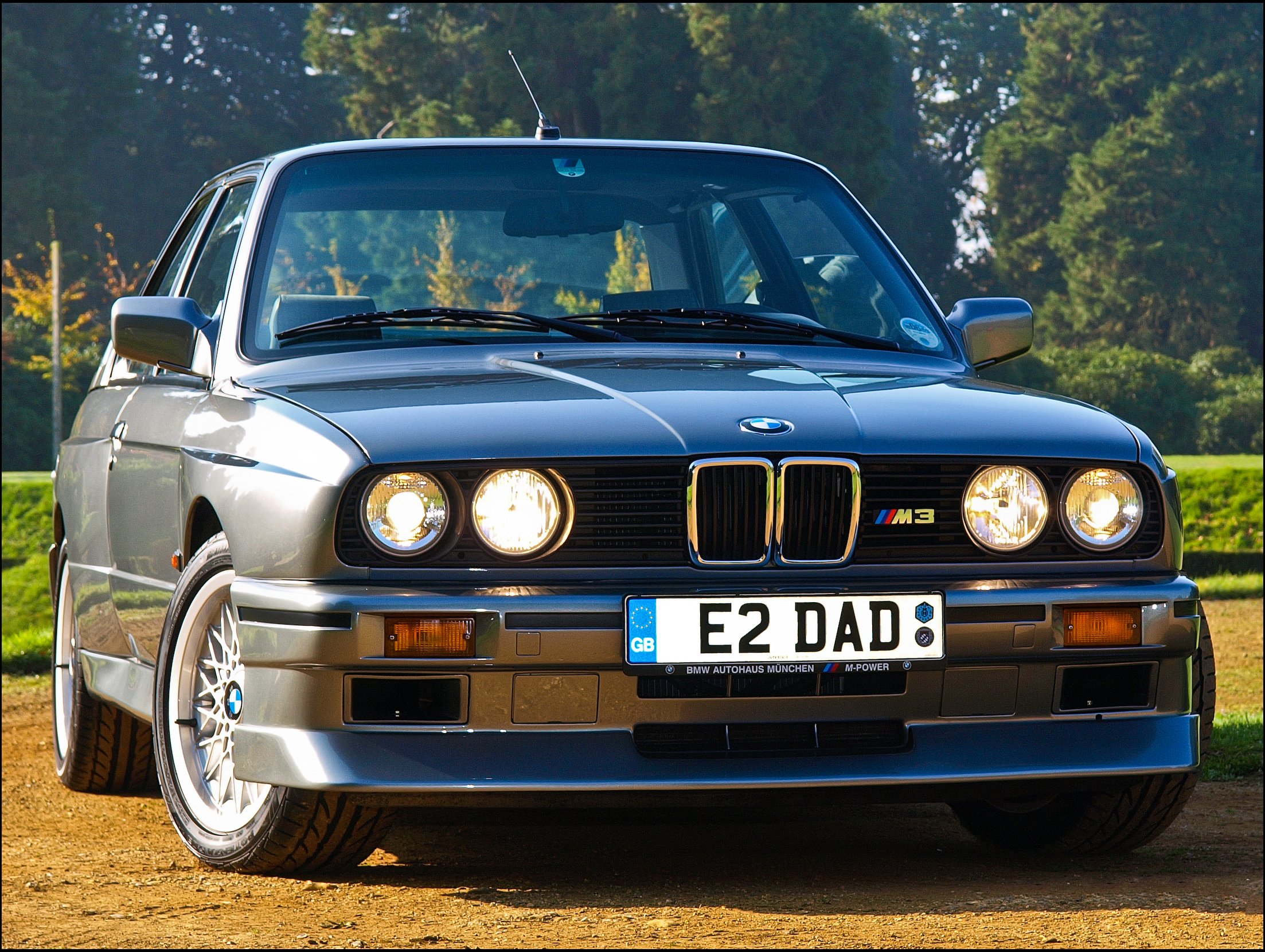
Una BMW M3 Evo II dotata del motore BMW S14B23Evo

A partire dal 1989, l'unità S14B23 ha subito un aggiornamento consistente principalmente in un aumento del rapporto di compressione (11:1 anziché 10,5:1), una testata con condotti maggiorati, una configurazione delle camme 264°/248° anziché 248°/248°, grazie alla quale il motore arrivò a sviluppare una potenza massima di 220 CV a 6750 giri/min, mentre la coppia massima raggiunse i 248 Nm, disponibili tra l'altro a 4600 giri/min anziché a 4750.
Questo motore è stato utilizzato sulle M3 E30 Evo II prodotte nel 1989.

### S14B20

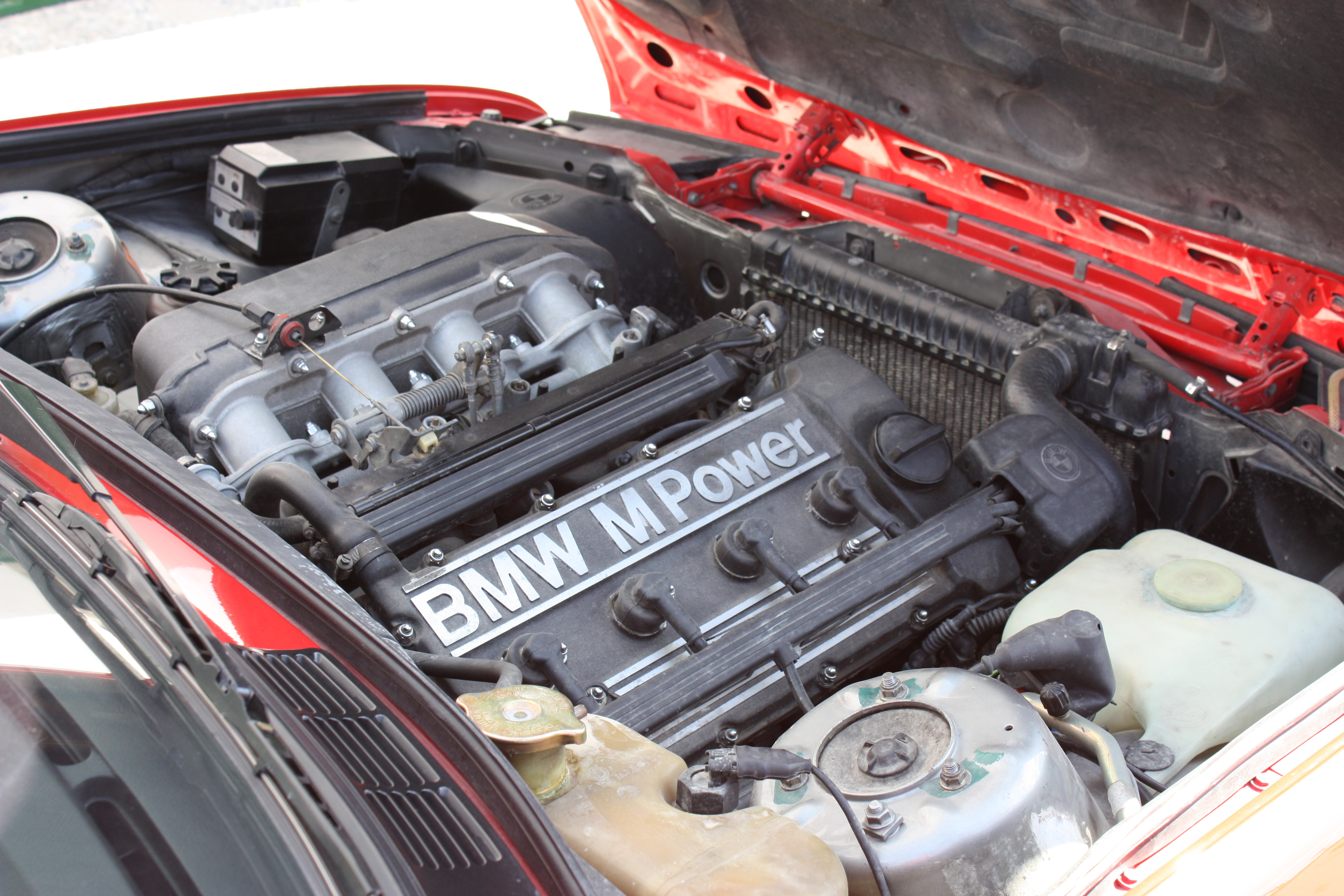
Motore BMW S14B20 di una BMW 320is E30

Tra il settembre 1987 e il novembre 1990 la Casa tedesca realizzò una versione da 2 litri partendo dal più noto 2.3 litri S14. Tale motore sarebbe stato impiegato esclusivamente nella BMW 320iS, un modello destinato solo ai mercati italiano e portoghese, dove erano favorite fiscalmente le cilindrate sotto i 2000 cm³.
È il più piccolo dei motori S14, avendo una cilindrata di 1990 cm³, ma è bene non cadere in equivoci. Non si tratta infatti dello stesso 2 litri montato sulle normali BMW 2 litri a 4 cilindri. Questo 2 litri nasce infatti dal più grande 2.3 litri S14, rispetto al quale è stata accorciata la misura della corsa, portata da 84 a 72,6 mm. Essendo però il 2.3 litri S14 derivato dal 2 litri M10, si può affermare che le due unità da 2 litri sono imparentate tra loro, anche se non direttamente. La potenza massima di questo motore è solo leggermente inferiore a quella del 2.3 litri da cui deriva, poiché riesce a erogare una potenza massima pari a 192 CV a 6900 giri/min, con una coppia massima di 212 Nm a 4900 giri/min.

### S14B25

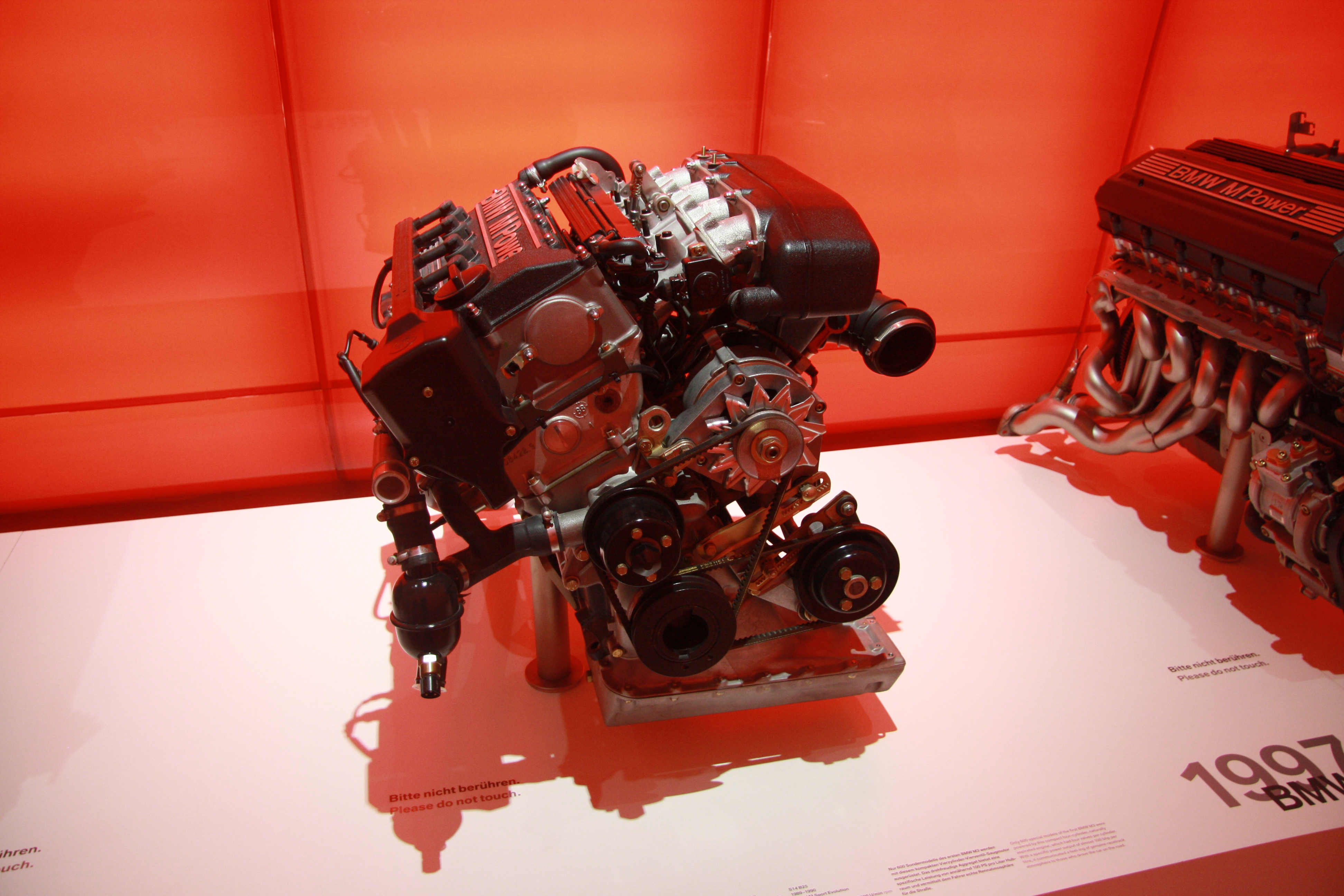
Motore BMW S14B25

Con questa sigla viene indicato il più potente dei motori S14, il quale venne sviluppato a partire dall'unità S14B23, che venne sottoposta a un'ulteriore rialesatura (da 93,4 a 95 mm) e a un ulteriore allungamento della corsa (da 84 a 87 mm), così da ottenere una cilindrata totale di 2467 cm³. Questo motore erogava una potenza massima di 238 CV a 7000 giri/min, con un picco di coppia pari a 242 Nm a 4750 giri/min.
Questo motore è stato utilizzato esclusivamente sulle ultime M3 E30 "Sport Evo"  prodotte dal marzo al dicembre 1990.